# Anne de Xainctonge
Anne de Xainctonge (Dijon, 21 de noviembre de 1567-Dole, 8 de junio de 1621) fue una religiosa católica francesa, fundadora de la Compañía de Santa Úrsula de Dole. Es considerada venerable en la Iglesia católica.

## Biografía
Anne de Xainctonge nació en Dijon, en la región de Borgoña (Francia), en el seno de una familia aristócrata. Sus padres fueron Jean de Xainctonge, abogado y consejero del parlamento de Dijón, y Marguerite Collard. Creció junto al colegio de los jesuitas de su ciudad natal, razón por la cual maduró la idea de fundar un instituto análogo para la enseñanza de las niñas. Desarrolló un proyecto diferente a lo que se venía proponiendo como enseñanza católica femenina en la Francia del siglo XVI. La educación de las mujeres estaba prácticamente en manos de las religiosas de clausura, mientras que ella pensaba en un grupo de maestras que, aun profesando los consejos evangélicos, no estaban vinculadas a ningún voto religioso y mucho menos a la clausura, algo parecido a lo que había hecho Angela Merici en Italia.
Al no poder desarrollar su proyecto en Francia, Anne de Xainctonge se estableció en la ciudad de Dole, que por entonces era posesión española. Se le autorizó la fundación de la Compañía de Santa Úrsula, en 1585, siguiendo las constituciones de las ursulinas de Ferrara. De Xainctonge se dedicó con esmero a la expansión del nuevo instituto, tanto que, ella misma fundó otras siete escuelas. A los cincuenta y tres años murió en la comunidad de Dole el 8 de junio de 1621.

## Culto
El 24 de noviembre de 1900 fue introducida la causa de beatificación y canonización de Anne de Xainctonge en la arquidiócesis de Besanzón. Terminado el proceso diocesano fue transferido a la Santa Sede. Luego de la revisión de la Congregación para las Causas de los Santos, el papa Juan Pablo II la declaró venerable el 14 de mayo de 1991.